# Хортон чує хтошок!
«Хортон чує хтошок!» (англ. Horton Hears a Who!) — дитяча казка, написана і проілюстрована Доктором Сьюзом, яка вийшла в 1954 році у видавництві Random House.
Це друга книга Доктора Сьюза, в якій присутній Хортон. Першою була «Хортон висиджує яйце». Хтошки з даної книги пізніше з'являться в казці «Як Грінч вкрав Різдво!».

## Історія
Восени 1953 року Сьюз почав роботу над казкою «Хортон чує хтошок!». Основна тема книги «людина це особистість, якою б маленькою вона не була» — реакція Сьюзі на його візит до Японії, де важливість особистості була новою захоплюючою концепцією для нього. Сьюз, який до і під час Другої світової війни був схильний до сильних антияпонських настроїв, різко змінив свої погляди після війни і використовував цю книгу в якості алегорії післявоєнної окупації країни. Він присвятив книгу японському другу.

## Сюжет
У книзі розповідається про слона Хортона, який, плескаючись в басейні, чує маленьку пушинку, яка розмовляє з ним. Хортон вважає, що маленький-маленький чоловічок живе на пушинці, і кладе її на квітку конюшини, пообіцявши захистити. Пізніше він виявляє, що пушинка — це насправді крихітна планета, на якій знаходиться місто Хтовіль, населений мікроскопічними істотами під назвою «хтошки». Мер Хтовіля просить Хортона захистити їх світ від небезпек, на що останній охоче погоджується, проголошуючи протягом всієї книги, що «людина — це особистість, якою б маленькою вона не була».
Під час захисту пушинки зі світом хтошок Хортона висміюють і переслідують інші тварини, які не вірять Хортону, що нібито на якійсь пушинці живе те, чого вони не можуть бачити або чути. Спочатку його критикує кенгуриха Сур, і водяні хвилі, які вона створює, стрибнувши в басейн, трохи не зачіпають пушинку. Хортон вирішує знайти для неї більш безпечне місце. Однак новини про його дивну нову поведінку швидко поширюються, і незабаром його починає переслідувати група мавп. Вони крадуть у Хортона конюшину з пушинкою і віддають її Владу, чорноокому стерв'ятникові. Влад летить з конюшиною на велику відстань в гори, а Хортон біжить за ним, поки Влад не впускає конюшину в полі, заповненому безліччю схожих квіток.
Після довгих пошуків Хортон, нарешті, знаходить конюшину з пушинкою на ній. Мер повідомляє, що після падіння Хтовіль був трохи зруйнований. Хортон раптово відчув, що кенгуриха і мавпи наздоганяють його. Вони ловлять Хортона, зв'язують, забирають у нього конюшину з пушинкою і вирішують кинути її в горщик з киплячим маслом. Щоб врятувати Хтовіль, Хортон благає маленьких чоловічків кричати якомога голосніше, щоб довести своє існування. Тому майже всі в Хтовілі кричать, співають і грають на інструментах, але ніхто, крім Хортона, на жаль, не чує їх. Один дуже маленький хтошка по імені ДжоДжо, який раніше грав з йо-йо замість того, щоб шуміти разом з іншими, піднімається з мером на вершину вежі і через мегафон випускає гучний «Йо-о-о!!!», завдяки якому, нарешті, кенгуриха і мавпи почули хтошок. Тепер, переконані в існуванні хтошок, інші тварини вірять Хортону і теж обіцяють йому захистити крихітний світ.

## Культурний вплив
- Казка «Хортон чує хтошок!» написана чотиристопним анапестом, як і багато інших книги Доктора Сьюзі. Однак, на відміну від деяких його книг, «Хортон» містить моральне послання.
- Книга надихнула творців правил проектування для криптографічних систем, відомих як Принцип Хортона.

## Екранізації
- У 1970 році з'явився однойменний мультфільм, знятий спеціально для телебачення, в якому Хортона озвучив Ганс Чонрід. Режисером виступив Чак Джонс (який також керував телевізійною версією «Як Грінч вкрав Різдво»).
- У 1987 році на студії Київнаукфільм було знято свою екранізацію «Друзі мої, де ви?». У данному мультфільмі стерв'ятника Влада не було, а хтошки називались просто — хтось.
- У 2008 році вийшов однойменний повнометражний мультфільм Хортон[2], в якому головні ролі Хортона і мера хтошок озвучили Джим Керрі і Стів Карелл[3].